# Dubki (Kaliningrad, Bagrationowsk)
Dubki (russisch Дубки, deutsch Neucken) ist ein Ort in der russischen Oblast Kaliningrad (Gebiet Königsberg (Preußen)) und liegt im äußersten Südosten des Rajon Bagrationowsk (Kreis Preußisch Eylau). Er gehört zur Gwardeiskoje selskoje posselenije (Landgemeinde Gwardeiskoje (Mühlhausen)).

## Geographische Lage
Dubki liegt sechs Kilometer östlich der Stadt Bagrationowsk (Preußisch Eylau) und ist über Nadeschdino (Lampasch) zu erreichen. Eine Bahnanbindung besteht nicht.

## Geschichte
Im 16. Jahrhundert lebte auf dem damals Neucken genannten Gut eine Familie von Rossen, deren Tochter Esther das Gut in die Ehe mit Wilhelm V. von Massenbach einbrachte. Deren Sohn Georg V. von Massenbach lebte mit seiner Familie hier. 
Von 1803 bis 1945 gehörte Neucken der Familie von Braun, die u. a. das spätbarocke Gutshaus im Jahre 1804 errichtete. Dem königlich-preußischen Oberstleutnant a. D. und Gutsbesitzer aus Neucken Viktor Friedrich Ferdinand Leopold von Braun (* 21. Oktober 1787) wurde am 17. Dezember 1860 die preußische Anerkennung des Freiherrenstandes zuteil. Letzter Besitzer war der kurzzeitige Reichsminister Magnus Freiherr von Braun. Er ließ 1934 das Gutshaus neobarock umbauen. Hier lebten bis zum Einmarsch der Roten Armee mehr als 50 Invaliden (Gelähmte, Blinde, Krüppel), die von den sowjetischen Soldaten 1945 auf das nicht weit entfernte Vorwerk Palpasch (heute russisch: Pessotschnoje) verlegt wurden.
Der Gutsbezirk Neucken war von 1874 bis 1945 in den Amtsbezirk Loschen (russisch: Lawrowo, nicht mehr existent) eingegliedert. Er gehörte zum Landkreis Preußisch Eylau im Regierungsbezirk Königsberg der preußischen Provinz Ostpreußen.
Im Jahre 1910 lebten in Neucken 152 Menschen. Am 30. September 1928 wurde der Gutsbezirk Neucken in die Landgemeinde Neucken umgewandelt. Zu ihr gehörten die Ortsteile Ellermühle (nicht mehr existent), Palpasch (russisch: Pessotschnoje) und Rappeln (Rakitnoje, nicht mehr existent). Im Jahre 1933 betrug die Zahl der Einwohner 156, im Jahre 1939 waren es 150.
Infolge des Zweiten Weltkrieges kam Neucken mit dem nördlichen Ostpreußen zur Sowjetunion und erhielt 1946 die russische Bezeichnung „Dubki“. Bis zum Jahre 2009 war der Ort in den Nadeschdinskij Sowjet (Dorfsowjet Nadeschdino (Lampasch)) eingegliedert und ist seither – aufgrund einer Struktur- und Verwaltungsreform – eine als „Siedlung“ (russisch: possjolok) qualifizierte Ortschaft innerhalb der Gwardeiskoje selskoje posselenije (Landgemeinde Gwardeiskoje (Mühlhausen)) im Rajon Bagrationowsk.

## Kirche
Mit seiner fast ausnahmslos evangelischen Bevölkerung war Neucken vor 1945 in das Kirchspiel Schmoditten (heute russisch: Rjabinowka) eingepfarrt. Es gehörte zum Kirchenkreis Preußisch Eylau in der Kirchenprovinz Ostpreußen der Kirche der Altpreußischen Union. Letzter deutscher Geistlicher war Pfarrer Max Kuehnert.
Heute liegt Dubki im Einzugsgebiet der in den 1990er Jahren neu entstandenen evangelisch-lutherischen Dorfkirchengemeinde in Gwardeiskoje (Mühlhausen). Sie ist eine Filialgemeinde der Auferstehungskirche in Kaliningrad (Königsberg) und gehört zur ebenfalls neu formierten Propstei Kaliningrad der Evangelisch-lutherischen Kirche Europäisches Russland (ELKER).

## Persönlichkeiten des Ortes
- Magnus Freiherr von Braun (* 7. Februar 1878 auf Gut Neucken; † 1972), deutscher Verwaltungsjurist und Politiker (DNVP) und Reichsminister